# Viviane Bampassy
Viviane Laure Elisabeth Bampassy Dos Santos est une femme politique et diplomate sénégalaise.

## Biographie

### Formation
Viviane Bampassy sort diplômée de droit public, spécialité relations internationales, de l'École nationale d'administration du Sénégal en 1992.
Elle est aussi titulaire de diplômes de droit, management et relations internationales de l’École nationale d'administration de Paris, de l'université d'État de l'Illinois et de l’université Cheikh-Anta-Diop de Dakar.

### Carrière politique
Elle a été adjointe du gouverneur de la région de Dakar, chargée du développement puis des affaires administratives. Puis en 2005, elle est la première femme nommée au poste de préfète au Sénégal, dans le département de Guédiawaye et le département de Pikine.
Elle devient ensuite directrice de cabinet du ministère de la Culture. En janvier 2013, elle est nommée secrétaire générale du ministère de la Jeunesse, de l'Emploi et de la Promotion des Valeurs citoyennes.
En octobre 2013, elle est nommée gouverneure de la région de Fatick par le président Macky Sall à l'issue de la réunion du conseil des ministres. Elle est la première femme à accéder au poste de gouverneur au Sénégal. 
En juillet 2014, elle est nommée ministre de la Fonction publique, de la Rationalisation des effectifs et du Renouveau du service public sous le gouvernement Dionne, succédant à Mansour Sy,.
En novembre 2017, elle devient ambassadrice du Sénégal au Canada dans un but de modernisation de l'administration publique. Elle occupe ce poste jusqu'en septembre 2023. En septembre 2021, elle devient en parallèle ambassadrice à Cuba. Elle est aussi la présidente de l’African Women Diplomatic Forum (AWDF) à Ottawa.